# Сан Мартино Сикомарио
Сан Мартѝно Сикома̀рио (на италиански: San Martino Siccomario, на местен диалект: San Martin, Сан Мартин) е градче и община в Северна Италия, провинция Павия, регион Ломбардия. Разположено е на 63 m надморска височина. Населението на общината е 6036 души (към 2010 г.).